# TV Novo Tempo
TV Novo Tempo (também conhecida como Novo Tempo ou NT) é uma rede de televisão brasileira sediada em Jacareí, no estado de São Paulo. A emissora é de propriedade da Igreja Adventista do Sétimo Dia.
A emissora surgiu em 1996, pelo Sistema Adventista de Comunicação, que pertence à Igreja Adventista do Sétimo Dia, Nova Friburgo, no Estado do Rio de Janeiro, inicialmente como emissora de TV local com o nome de TV ADSAT (Televisão Adventista Satélite).
Hoje a emissora é rede comercial e possui retransmissoras, cobrindo as principais capitais brasileiras e centenas de cidades, disponível por sinal aberto, satélite e a cabo.

## História

### O começo da emissora de comunicação adventista
A história da Rede Novo Tempo de Comunicação começa em 1943, quando surge o programa de rádio A Voz da Profecia (VP), no Brasil. Até então, ele era transmitido apenas nos Estados Unidos. Aqui, tudo começou com o pastor Roberto Rabello e sua inesquecível locução em cada abertura: “Apresentamos o programa da Voz da Profecia, uma mensagem de fé e esperança que anuncia a volta do Senhor”. Inicialmente, acompanhado de King´s Heralds, quarteto norte-americano, a VP se tornava o primeiro programa evangélico do rádio brasileiro e o precursor do que hoje temos como Rede Novo Tempo de Comunicação. Anos depois, surgiria o quarteto brasileiro Arautos do Rei, que passaria a ser o grupo musical oficial da VP.
A Voz da Profecia, com Roberto Rabelo, e Fé para Hoje, com Alcides Campo Longo que iniciou na extinta TV Tupi, são programas que estão no ar até os dias atuais.
Em toda América do Sul são 23 mil parabólicas instaladas em igrejas, escolas e residências que recebem uma programação direcionada para a capacitação dos membros diante de um projeto específico.

### Década de 1990
A TV Novo Tempo surgiu em 1996 e desde a primeira transmissão, em 1 de novembro daquele ano, o foco sempre esteve bem definido: valorizar o ser humano. Original de Nova Friburgo (RJ), era chamada de ADSAT, pois objetivava levar  mensagem do advento de Cristo via satélite. Na época, o diretor do Sistema Adventista de Comunicação (SISAC), Erlo Braun, também era o diretor da TV. Havia apenas dois programas: Está Escrito e ADSAT em Louvor. O restante da programação era em inglês e espanhol. A sucessão de administradores do complexo de comunicação acontece com Erlo Braun, Neumoel Stina e Milton Souza.

### Década de 2000
Em maio de 2006, a Rede Novo Tempo  faz uma parceria com a Fundação Setorial e assume a geradora de Pindamonhangaba com uma retransmissora em Taubaté e outra em São José dos Campos; ambas com cobertura em 30 cidades no Vale do Paraíba.
Em 2007, Jonatan Conceição, produtor da Novo Tempo desde o surgimento da mesma,  passa a dirigir a rede nacional. Coordena a produção de novos conteúdos: Caixa de Música, Saúde & Sabor, Evidências e Conexão Novo Tempo; transmissões ao vivo, para o Brasil e exterior, via satélite são feitas frequentemente.
Em 2008, Marlon Lopes assume a direção-geral da Rede Novo Tempo de Comunicação. A negociação iniciada em 2007 é finalizada e 1,7 milhão de assinantes da Sky recebem o Canal da Esperança ininterruptamente. Atualmente, a operadora de DTH conta com mais de 5 milhões de acessos.

### Década de 2010
No dia 3 de junho de 2011 a TV Cachoeira do Sul passa a ser afiliada a TV Novo Tempo, a TV Shop Tour de São Paulo retransmissora no canal 46 analógico foi substituída, neste mesmo dia, pela TV Novo Tempo, ligada à Igreja Adventista do Sétimo Dia. Em julho desse ano, foi nomeado pela Igreja Adventista do Sétimo Dia como novo diretor geral o pastor Antônio Tostes em substituição ao pastor Marlon Lopes.
Em março de 2017, a TV Novo tempo começou a ser transmitida na região da grande Vitória ES, através do canal 47 em UHF.
Segundo relatório de 2014 da Secretaria de Comunicação Social do Governo Federal,  cerca de 37% dos brasileiros veem programas por meio desse sistema de parabólicas. É a estrutura mais comum utilizada em cidades do interior e aquelas localizadas em zonas rurais onde obstáculos naturais dificultam a captação do sinal das retransmissoras de TV em geral. Segundo o diretor da TV, Antonio Oliveira Tostes, a audiência potencial — somando os outros meios e sem incluir a Internet — deverá ultrapassar 170 milhões de pessoas, o que representará mais da metade da população brasileira. Em agosto de 2017, a emissora deixou o lineup da Sky após a não renovação do contrato. Entretanto, no dia 26 de outubro de 2018 foi informado a volta do canal para a operadora Sky a partir de 6 de novembro, ocupando os canais 33 e 433.
Em 19 de novembro de 2018, a TV Novo Tempo anunciou o desligamento do pastor Ivan Saraiva. Segundo comunicado da Rede Novo Tempo de Comunicação, o desligamento se deu em razão de divergências com os princípios e diretrizes institucionais baseados na Bíblia e em normas administrativas adotadas pela denominação da Igreja Adventista do Sétimo Dia. Embora tenha recebido um convite para pastorear uma igreja nos Estados Unidos a partir de 2019, seu contrato foi rescindido após a divulgação de questões pessoais.

### Década de 2020
Em 29 de setembro de 2020, foi anunciado que a TV Novo Tempo foi incluída na lista de canais abertos que as prestadoras de serviços de televisão precisam disponibilizar para os clientes. Dessa forma, as operadoras Claro, Vivo, Oi e SKY foram obrigadas a incluir o sinal da emissora gratuitamente em sua grade de programação.
Em novembro de 2021, o pastor Luís Gonçalves anunciou seu desligamento da TV Novo Tempo, onde apresentava o programa Arena do Futuro. Em 31 de dezembro, o pastor Arilton Oliveira anunciou sua saída da TV Novo Tempo, onde apresentava o programa Bíblia Fácil. O anúncio foi divulgado pelo próprio pastor em seu canal no YouTube.
Em 4 de junho de 2022, a emissora lançou a série Tudo na Vida, voltada para o público jovem. A primeira temporada contou com 13 episódios que abordam temas relacionados à espiritualidade e conceitos da vida.
Em 21 de setembro de 2024, o sinal analógico da TV Novo Tempo na frequência 1020V do satélite Star One D2 foi desativado.